# Meconopsis taylorii
Meconopsis taylorii är en vallmoväxtart som beskrevs av L. H. J. Williams. Meconopsis taylorii ingår i släktet bergvallmor, och familjen vallmoväxter. Inga underarter finns listade i Catalogue of Life.